# Großer Preis von Deutschland 1956
Der Große Preis von Deutschland 1956 (offiziell XVIII Großer Preis von Deutschland) fand am 5. August auf dem Nürburgring in Nürburg statt und war das siebte Rennen der Automobil-Weltmeisterschaft 1956.

## Bericht

### Hintergrund
Der Große Preis von Deutschland 1956 war das vorletzte Saisonrennen der Automobil-Weltmeisterschaft 1956. Die Fahrerweltmeisterschaft war zu diesem Zeitpunkt noch offen und elf Fahrer hatten theoretische Chancen Weltmeister zu werden. In der Fahrerwertung führte Peter Collins mit einem Punkt Vorsprung auf Juan Manuel Fangio und vier Punkten Vorsprung auf Jean Behra. Alle drei hatten gute Chancen Weltmeister zu werden, während Stirling Moss auf Ausfälle seiner Konkurrenten hoffen musste, um seine Chancen auf den Fahrertitel noch zu wahren.
Das Rennen fand nach einem Jahr Pause wieder statt. 1955 wurde der geplante Große Preis von Deutschland nach dem Unfall beim 24-Stunden-Rennen von Le Mans 1955 abgesagt. Ferrari gewann drei der vorangegangenen vier Formel-1-Rennen auf dem Nürburgring, 1954 gewann Fangio auf Mercedes. Fangio war der einzige teilnehmende Fahrer des Großen Preises von Deutschland 1956, der das Rennen schon einmal gewonnen hatte.
Die britischen Teams Vanwall und B.R.M. fehlten bei diesem Grand Prix, sodass die italienischen Teams Ferrari und Maserati die einzigen Siegkandidaten waren. Gordini nahm zwar ebenfalls am Rennen teil, die Wagen waren jedoch nicht konkurrenzfähig und mehr als zwei Minuten pro Runde langsamer als die Konkurrenz.
Wegen der Abwesenheit der britischen Top-Teams setzten Ferrari und Maserati mehr Wagen ein, um das Fahrerfeld aufzufüllen. Für Ferrari gingen neben Collins und Fangio noch Eugenio Castellotti, Luigi Musso und Alfonso de Portago an den Start. Maserati stellte neben Behra und Moss noch Wagen für Cesare Perdisa und Paco Godia zur Verfügung. Gordini brachte zwei Wagen an den Start, neben dem Stammfahrer Robert Manzon fuhr André Pilette für das Team.
Das Team Scuderia Centro Sud stellte für Harry Schell und Giorgio Scarlatti zwei Wagen zur Verfügung, einen Maserati 250F und einen Ferrari 500. Des Weiteren nahmen sechs Fahrer mit privaten Wagen am Rennen teil, unter ihnen Louis Rosier, der seinen letzten Formel-1-Grand-Prix bestritt.

### Training
Das Training zum Großen Preis von Deutschland wurde wie so oft in der Formel-1-Saison 1956 von Ferrari dominiert. Fangio sicherte sich in einer Zeit von 9:51,2 Minuten die Pole-Position vor seinen Teamkollegen Collins und Castellotti. Ferrari belegte damit erneut die komplette erste Startreihe. Die beiden Weltmeisterschaftsanwärter Fangio und Collins trennten lediglich drei Zehntel voneinander, während Castellotti drei Sekunden langsamer war. Mit weiteren zehn Sekunden Abstand zu den Ferraris qualifizierte sich Maserati-Fahrer Moss auf Position vier vor Musso, der ebenfalls für Ferrari startete, aber eine halbe Sekunde langsamer als Fangio war.
Cesare Perdisa verletzte sich bei einem Unfall mit seinem Maserati und konnte nicht weiter am Training teilnehmen. Umberto Maglioli ersetzte ihn und platzierte sich auf Position sieben. Behra, der in den letzten zwei Rennen jeweils Dritter wurde und noch gute Chancen auf den Fahrertitel hatte, qualifizierte sich auf Platz acht, vor Roy Salvadori und de Portago. Damit war Salvadori erneut der Trainingsbeste unter den Fahrern mit privaten Wagen. Rosier kam in seinem letzten Rennen auf Startplatz 14. Gordini qualifizierte seine drei Wagen im hinteren Feld, bester Startplatz war Position 15 von Manzon.
Pilette verletzte sich bei einem Unfall ebenfalls und nahm anschließend nicht am Rennen teil, André Milhoux ersetzte ihn und durfte, obwohl er keine Zeit gefahren ist, beim Grand Prix starten. Für den Belgier Milhoux war das die einzige Grand-Prix-Teilnahme.

### Rennen
Bereits vor der ersten Kurve gelang es Collins, seinen Teamkollegen und Weltmeisterschaftskontrahenten Fangio zu überholen und die Führung zu übernehmen. Dahinter sprengte Moss das Ferraritrio an der Spitze, indem er Castellotti überholte. Die meisten Plätze beim Start machten Behra und Salvadori gut, die mehrere Kontrahenten überholten und nach der ersten Rennrunde hinter Castellotti lagen und sich um Position fünf duellierten.
Fangio überholte bereits in der ersten Runde des Rennens Collins und gab die wiedergewonnene Führung bis zum Rennende nicht mehr ab. Hinter Fangio duellierten sich in den nächsten Rennrunden Moss mit Collins. Dahinter lagen Behra, Salvadori und Portago. Scarlatti und Manzon waren schon in der ersten Runde ausgeschieden. Diese Ausfallsserie setzte sich in den folgenden Runden fort, in Runde zwei stellte Salvadori seinen Wagen ab, er lag zu diesem Zeitpunkt in den Punkterängen auf Platz fünf. Auch Gould und Maglioli schieden kurz danach mit technischen Defekten aus. Castellotti, der mit Moss im Zweikampf lag, leistete sich einen Fahrfehler und drehte sich von der Strecke. Er fuhr anschließend noch zur Box zurück, schied aber ebenfalls aus.
An der Spitze war der Abstand zwischen Fangio und Collins auf mehrere Sekunden angewachsen und beide brachen abwechselnd den 17 Jahre alten Streckenrekord. Fangio verbesserte diesen Rekord auf 9:41,6 Minuten. Diese Zeit war fast zehn Sekunden schneller als seine Bestzeit im Training. An Collins’ Ferrari brach einige Runden später eine Kraftstoffleitung und Dämpfe traten ins Cockpit ein, wodurch Collins’ Wahrnehmung beeinträchtigt wurde. Er verlor kontinuierlich an Zeit und kam an die Box, um sich einige Zeit von der Wirkung der Dämpfe zu erholen. Ferrari schickte unterdessen Musso im Wagen von Castellotti wieder auf die Strecke, er verunfallte allerdings in Runde 11, wodurch das Rennen auch für ihn beendet war. Daraufhin holte Ferrari de Portago in die Box und ließ Collins dessen Wagen übernehmen. Collins kämpfte sich auf Position vier vor und lag nach einem Reparaturboxenstopp von Behra wieder auf Position drei.
In Runde 13 überhitzte der Maserati von Schell und Villoresi erlitt einen Motorschaden. Damit waren nur noch neun Wagen im Rennen. Collins, der versuchte auf Moss und Fangio aufzuholen, machte einen Fahrfehler, verunglückte und musste das Rennen aufgeben. Das gab Fangio die Chance, die Führung in der Fahrerwertung zu übernehmen.
In Runde 15 schied Milhoux in seinem einzigen Formel-1-Rennen aus und lediglich sieben Fahrer beendeten das Rennen. Fangio gewann souverän mit 45 Sekunden Vorsprung auf Moss, der einige Sekunden vor Behra die Ziellinie überquerte.
Fangio holte somit die Pole-Position, den Sieg und die schnellste Rennrunde und führte nach jeder Rennrunde. Das war für ihn ein Grand Slam. In der Fahrerwertung übernahm er wieder die Führung und ging mit einem Vorsprung von acht Punkten in das Saisonfinale. Moss’ zweiter Platz reichte nicht, um seine Weltmeisterschaftschancen zu wahren, während Behra mit drei dritten Plätzen in Folge mit Collins gleichzog und noch theoretische Chancen auf den Fahrertitel hatte. Hierfür hätte Fangio jedoch im letzten Saisonrennen ausscheiden müssen und Behra oder Collins hätten gewinnen müssen sowie die schnellste Rennrunde fahren.
Auf Platz vier erzielte Paco Godia die ersten Punkte seiner Karriere, Rosier punktete auf Platz fünf noch einmal in seinem letzten Formel-1-Rennen. Bruce Halford wurde disqualifiziert, weil er nach einem Dreher von Streckenposten angeschoben wurde und im Anschluss schwarze Flaggen ignorierte, Ottorino Volonterio wurde nicht gewertet, weil er sechs Runden Rückstand auf den Sieger Fangio hatte.
Fangio gewann das zweite Rennen von drei in Folge auf dem Nürburgring, für Ferrari war es der vierte Erfolg im fünften Rennen auf dieser Rennstrecke.

## Meldeliste
| Team                      | Nr. | Fahrer                | Chassis                      | Motor           | Reifen |
| ------------------------- | --- | --------------------- | ---------------------------- | --------------- | ------ |
| Scuderia Ferrari          | 01  | Juan Manuel Fangio    | Ferrari D50                  | Ferrari 2.5 V8  | E      |
| Scuderia Ferrari          | 02  | Peter Collins         | Ferrari D50                  | Ferrari 2.5 V8  | E      |
| Scuderia Ferrari          | 03  | Eugenio Castellotti   | Ferrari D50                  | Ferrari 2.5 V8  | E      |
| Scuderia Ferrari          | 04  | Luigi Musso           | Ferrari D50                  | Ferrari 2.5 V8  | E      |
| Scuderia Ferrari          | 04  | Eugenio Castellotti   | Ferrari D50                  | Ferrari 2.5 V8  | E      |
| Scuderia Ferrari          | 05  | Alfonso de Portago    | Ferrari D50                  | Ferrari 2.5 V8  | E      |
| Scuderia Ferrari          | 05  | Peter Collins         | Ferrari D50                  | Ferrari 2.5 V8  | E      |
| Officine Alfieri Maserati | 06  | Jean Behra            | Maserati 250F                | Maserati 2.5 L6 | P      |
| Officine Alfieri Maserati | 07  | Stirling Moss         | Maserati 250F                | Maserati 2.5 L6 | P      |
| Officine Alfieri Maserati | 08  | Cesare Perdisa        | Maserati 250F                | Maserati 2.5 L6 | P      |
| Officine Alfieri Maserati | 08  | Umberto Maglioli      | Maserati 250F                | Maserati 2.5 L6 | P      |
| Officine Alfieri Maserati | 20  | Francisco Godia-Sales | Maserati 250F                | Maserati 2.5 L6 | P      |
| Equipe Gordini            | 10  | Robert Manzon         | Gordini Type 32              | Gordini 2.5 L8  | E      |
| Equipe Gordini            | 11  | André Pilette         | Gordini Type 32              | Gordini 2.5 L8  | E      |
| Equipe Gordini            | 11  | Andre Milhoux         | Gordini Type 32              | Gordini 2.5 L8  | E      |
| Scuderia Centro Sud       | 12  | Harry Schell          | Maserati 250F                | Maserati 2.5 L6 | P      |
| Scuderia Centro Sud       | 14  | Giorgio Scarlatti     | Ferrari 500                  | Ferrari 2.0 L4  | P      |
| Ecurie Rosier             | 15  | Louis Rosier          | Maserati 250F                | Maserati 2.5 L6 | P      |
| Gilby Engineering         | 16  | Roy Salvadori         | Maserati 250F                | Maserati 2.5 L6 | D      |
| Luigi Piotti              | 18  | Luigi Piotti          | Maserati 250F                | Maserati 2.5 L6 | P      |
| Luigi Piotti              | 18  | Luigi Villoresi       | Maserati 250F                | Maserati 2.5 L6 | P      |
| Goulds‘ Garage            | 19  | Horace Gould          | Maserati 250F                | Maserati 2.5 L6 | D      |
| Bruce Halford             | 21  | Bruce Halford         | Maserati 250F                | Maserati 2.5 L6 | D      |
| Ottorino Volonterio       | 22  | Ottorino Volonterio   | Maserati A6GCM/Maserati 250F | Maserati 2.5 L6 | P      |

Anmerkungen
1. 1 2  Musso fuhr den Wagen 8 Runden, Castellotti 3 Runden.
2. 1 2  de Portago fuhr den Wagen 10 Runden, Collins 3 Runden.
3. 1 2  Perdisa fuhr den Wagen im Training, Maglioli im Qualifying und Rennen.
4. 1 2  Pilette fuhr den Wagen im Training, Milhoux im Rennen.
5. 1 2  Piotti fuhr den Wagen im Training, Villoresi im Rennen.

## Klassifikationen

### Qualifying
| Pos. | Fahrer                | Konstrukteur | Zeit       | Start |
| ---- | --------------------- | ------------ | ---------- | ----- |
| 01   | Juan Manuel Fangio    | Ferrari      | 9:51,2     | 01    |
| 02   | Peter Collins         | Ferrari      | 9:51,5     | 02    |
| 03   | Eugenio Castellotti   | Ferrari      | 9:54,4     | 03    |
| 04   | Stirling Moss         | Maserati     | 10:03,4    | 04    |
| 05   | Luigi Musso           | Ferrari      | 10:20,3    | 05    |
| 06   | Cesare Perdisa        | Maserati     | 10:21,0    | 06    |
| 07   | Umberto Maglioli      | Maserati     | 10:26,7    | 07    |
| 08   | Jean Behra            | Maserati     | 10:31,6    | 08    |
| 09   | Roy Salvadori         | Maserati     | 10:32,4    | 09    |
| 10   | Alfonso de Portago    | Ferrari      | 10:37,1    | 10    |
| 11   | Bruce Halford         | Maserati     | 11:04,1    | 11    |
| 12   | Harry Schell          | Maserati     | 11:16,5    | 12    |
| 13   | Horace Gould          | Maserati     | 11:32,2    | 13    |
| 14   | Louis Rosier          | Maserati     | 11:39,0    | 14    |
| 15   | Robert Manzon         | Gordini      | 11:55,8    | 15    |
| 16   | Francisco Godia-Sales | Maserati     | 11:57,6    | 16    |
| 17   | Giorgio Scarlatti     | Ferrari      | 13:05,2    | 17    |
| 18   | André Pilette         | Gordini      | 13:31,0    | 18    |
| 19   | Luigi Piotti          | Maserati     | 13:50,1    | 19    |
| 20   | Ottorino Volonterio   | Maserati     | 14:17,0    | –     |
| 21   | Luigi Villoresi       | Maserati     | keine Zeit | –     |
| 21   | Andre Milhoux         | Gordini      | keine Zeit | –     |

### Rennen
| Pos. | Fahrer                           | Konstrukteur | Runden | Stopps | Zeit       | Start | Schnellste Runde |
| ---- | -------------------------------- | ------------ | ------ | ------ | ---------- | ----- | ---------------- |
| 01   | Juan Manuel Fangio               | Ferrari      | 22     |        | 3:38:43,7  | 01    | 9:41,6           |
| 02   | Stirling Moss                    | Maserati     | 22     |        | + 46,4     | 04    |                  |
| 03   | Jean Behra                       | Maserati     | 22     |        | + 7:38,3   | 08    |                  |
| 04   | Francisco Godia-Sales            | Maserati     | 20     |        | + 2 Runden | 16    |                  |
| 05   | Louis Rosier                     | Maserati     | 19     |        | + 3 Runden | 14    |                  |
| NC   | Ottorino Volonterio              | Maserati     | 16     |        | + 6 Runden | 19    |                  |
| –    | Andre Milhoux                    | Gordini      | 15     |        | DNF        | 21    |                  |
| –    | Alfonso de Portago Peter Collins | Ferrari      | 14     |        | DNF        | 10    |                  |
| –    | Luigi Villoresi                  | Maserati     | 13     |        | DNF        | 20    |                  |
| –    | Harry Schell                     | Maserati     | 13     |        | DNF        | 12    |                  |
| –    | Luigi Musso                      | Ferrari      | 11     |        | DNF        | 05    |                  |
| –    | Peter Collins                    | Ferrari      | 8      |        | DNF        | 02    |                  |
| –    | Eugenio Castellotti              | Ferrari      | 5      |        | DNF        | 03    |                  |
| –    | Umberto Maglioli                 | Maserati     | 3      |        | DNF        | 07    |                  |
| –    | Horace Gould                     | Maserati     | 3      |        | DNF        | 13    |                  |
| –    | Roy Salvadori                    | Maserati     | 2      |        | DNF        | 09    |                  |
| –    | Robert Manzon                    | Gordini      | 0      | –      | DNF        | 15    | –                |
| –    | Giorgio Scarlatti                | Ferrari      | 0      | –      | DNF        | 17    | –                |
| DNS  | Cesare Perdisa                   | Maserati     | –      | –      | –          | 06    | –                |
| DNS  | André Pilette                    | Gordini      | –      | –      | –          | 18    | –                |
| DNS  | Luigi Piotti                     | Maserati     | –      | –      | –          | –     | –                |
| DSQ  | Bruce Halford                    | Maserati     | 20     |        | + 2 Runden | 11    |                  |

Anmerkungen
1. ↑  Halford wurde während des Rennens disqualifiziert, weil er unberechtigter Weise Hilfe von den Streckenposten bekam.

## WM-Stand nach dem Rennen
Die ersten fünf bekamen 8, 6, 4, 3 bzw. 2 Punkte; einen Punkt gab es für die schnellste Runde. Es zählten nur die fünf besten Ergebnisse aus acht Rennen.

### Fahrerwertung
| Pos. | Fahrer                  | Konstrukteur       | Punkte |
| ---- | ----------------------- | ------------------ | ------ |
| 01   | Juan Manuel Fangio      | Ferrari            | 30     |
| 02   | Peter Collins           | Ferrari            | 22     |
| 03   | Jean Behra              | Maserati           | 22     |
| 04   | Stirling Moss           | Maserati           | 19     |
| 05   | Pat Flaherty            | Watson             | 8      |
| 06   | Eugenio Castellotti     | Ferrari            | 7,5    |
| 07   | Paul Frère              | Ferrari            | 6      |
| 08   | Sam Hanks               | Kurtis Kraft       | 6      |
| 09   | Luigi Musso             | Ferrari            | 4      |
| 10   | Mike Hawthorn           | Maserati / Vanwall | 4      |
| 11   | Don Freeland            | Phillips           | 4      |
| 12   | Francisco Godia-Sales   | Maserati           | 3      |
| 13   | Alfonso de Portago      | Ferrari            | 3      |
| 14   | Harry Schell            | Vanwall / Maserati | 3      |
| 15   | Jack Fairman            | Connaught          | 3      |
| 16   | Johnnie Parsons         | Kurtis Kraft       | 3      |
| 17   | Cesare Perdisa          | Maserati           | 3      |
| 18   | Olivier Gendebien       | Ferrari            | 2      |
| 19   | Hernando da Silva Ramos | Gordini            | 2      |
| 20   | Louis Rosier            | Maserati           | 2      |
| 21   | Dick Rathmann           | Kurtis Kraft       | 2      |
| 22   | Luigi Villoresi         | Maserati           | 2      |
| 23   | Horace Gould            | Maserati           | 2      |
| 24   | Chico Landi             | Maserati           | 1,5    |
| 25   | Gerino Gerini           | Maserati           | 1,5    |
| 26   | Paul Russo              | Kurtis Kraft       | 1      |

| Pos. | Fahrer                | Konstrukteur | Punkte |
| ---- | --------------------- | ------------ | ------ |
| 27   | André Pilette         | Gordini      | 0      |
| 28   | Élie Bayol            | Gordini      | 0      |
| 29   | Robert Manzon         | Gordini      | 0      |
| 30   | Bob Gerard            | Cooper       | 0      |
| –    | Óscar González        | Maserati     | 0      |
| –    | Alberto Uria          | Maserati     | 0      |
| –    | Luigi Piotti          | Maserati     | 0      |
| –    | Carlos Menditéguy     | Maserati     | 0      |
| –    | José Froilán González | Maserati     | 0      |
| –    | Maurice Trintignant   | Vanwall      | 0      |
| –    | Piero Scotti          | Connaught    | 0      |
| –    | André Simon           | Maserati     | 0      |
| –    | Piero Taruffi         | Maserati     | 0      |
| –    | Desmond Titterington  | Connaught    | 0      |
| –    | Peter Collins         | Ferrari      | 0      |
| –    | Roy Salvadori         | Maserati     | 0      |
| –    | Tony Brooks           | B.R.M.       | 0      |
| –    | Bruce Halford         | Maserati     | 0      |
| –    | Umberto Maglioli      | Maserati     | 0      |
| –    | Archie Scott-Brown    | Connaught    | 0      |
| –    | Paul Emery            | Emeryson     | 0      |
| –    | Jack Brabham          | Maserati     | 0      |
| –    | Ron Flockhart         | B.R.M.       | 0      |
| –    | Ottorino Volonterio   | Maserati     | 0      |
| –    | Andre Milhoux         | Gordini      | 0      |
| –    | Giorgio Scarlatti     | Ferrari      | 0      |